# スタック・ウィズ・ミー
「スタック・ウィズ・ミー」（Stuck with Me）は、アメリカのロックバンド、グリーン・デイの楽曲。バンドのサードアルバム『インソムニアック』に収録。アルバムからシングルカットされた。
作詞はビリー・ジョー・アームストロング、作曲はグリーン・デイ。

## 概要
ビリーの歪んだエレキギターやトレ・クールのドラム、マイク・ダーントのベースによるバンドサウンド中心のアレンジになっている。バンドのコンピレーション・アルバム『インターナショナル・スーパーヒッツ!』にも収録されている。
また、ミュージック・ビデオも製作され、『インターナショナル・スーパーヒッツ・ビデオ!』に収録されている。